# 雅典之战

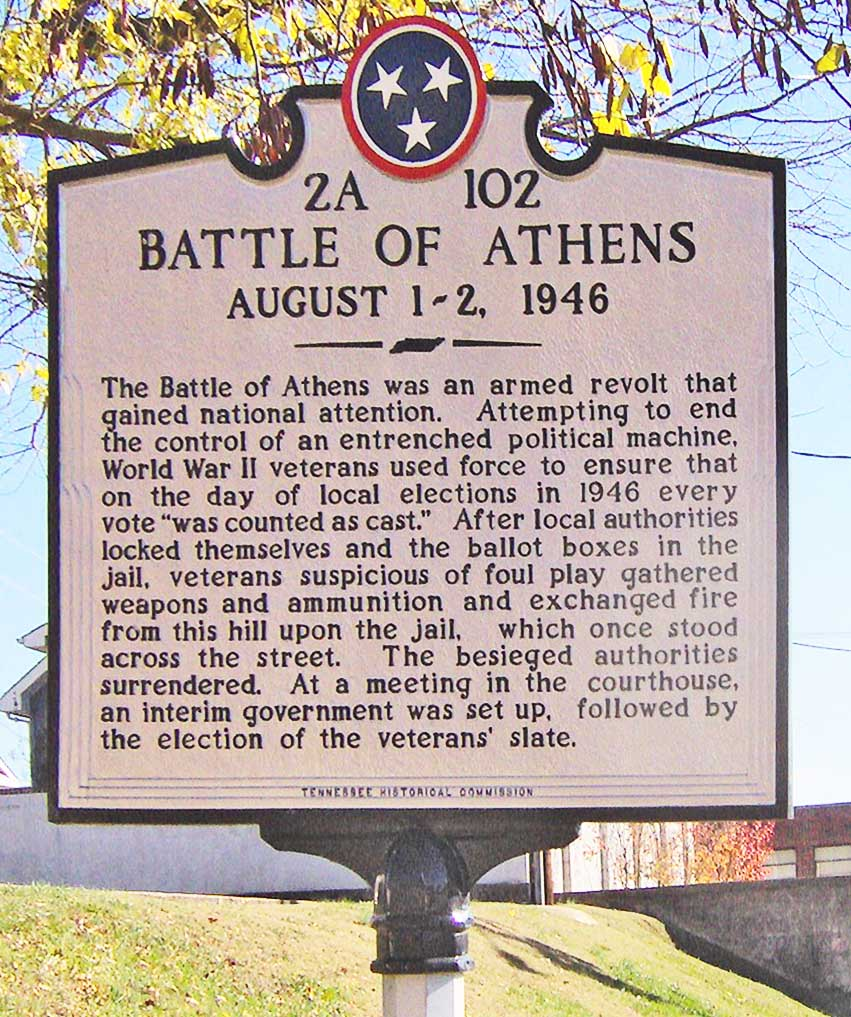
“雅典之战”纪念碑

雅典之战（Battle of Athens）是1946年8月在美国田纳西州麦克明县县治雅典和埃托瓦发生的公民反抗地方政府的叛乱事件，事件参与者中包括了美国二战老兵，他们指责当地官员掠夺性执法、暴力执法、腐败以及恐吓投票者。最终，麦克明县政府被迫解散并成立新政府。